# Stanetinci, Cerkvenjak
Stanetinci so naselje v Občini Cerkvenjak.

## Izvor krajevnega imena
Krajevno ime Stanetinci se je podobno kot Stahovica razvilo iz hipokoristika slovanskega imena Staníslavъ. Enakega izvora je tudi krajevno ime Stanetinci, Sveti Jurij ob Ščavnici. V arhivskih listinah se kraj prvič omenja leta 1425 kot Stanestroff, leta 1426Stanestrof in 1455 kot Stanetinzen. 